# سیارک ۱۰۲۸۹
سیارک ۱۰۲۸۹ (به انگلیسی: 10289 Geoffperry، نامگذاری:1984QS) ده هزار و دویست و هشتاد و نهمین سیارک کشف شده‌است که در ۲۴ اوت ۱۹۸۴ کشف شد.
قدر مطلق سیارک برابر ۱۳٫۱۰ است.